# Турция на Паралимпийских играх
Турция на Паралимпийских играх впервые приняла участие в 1992 году на летних Играх в Барселоне, и с тех пор принимает участие на всех летних Играх (не участвовали в Играх 1996 года). На зимних Играх делегация Турции участвует начиная с Игр 2014 года в Сочи (не участвовали в Играх 2022 года).
На настоящее время спортсмены Турции завоевали на всех Играх в сумме 38 медалей, из них 8 золотых, все медали завоёваны на летних Играх.

## Медальный зачёт

### Медали летних Паралимпийских игр
| Игры                | Золото         | Серебро        | Бронза         | Всего          | Место          |
| ------------------- | -------------- | -------------- | -------------- | -------------- | -------------- |
| 1992 Барселона      | 0              | 0              | 0              | 0              | —              |
| 1996 Атланта        | не участвовали | не участвовали | не участвовали | не участвовали | не участвовали |
| 2000 Сидней         | 0              | 0              | 0              | 0              | —              |
| 2004 Афины          | 1              | 0              | 1              | 2              | 53             |
| 2008 Пекин          | 1              | 0              | 1              | 2              | 50             |
| 2012 Лондон         | 1              | 5              | 4              | 10             | 43             |
| 2016 Рио-де-Жанейро | 3              | 1              | 5              | 9              | 34             |
| 2020 Токио          | 2              | 4              | 9              | 15             | 42             |
| Итого               | 8              | 10             | 20             | 38             |                |